# Grace Hartigan
Grace Hartigan (Newark, 28 marzo 1922 – Baltimora, 15 novembre 2008) è stata una pittrice statunitense,  definita dai critici e dagli storici dell'arte un'espressionista astratta di seconda generazione, o una pioniera della pop art, anche se non si identificò mai in queste categorizzazioni.
Negli anni Cinquanta e Sessanta ha fatto parte della New York School e la sua cerchia di amici includeva Jackson Pollock, Larry Rivers, Helen Frankenthaler, Willem e Elaine de Kooning e Frank O'Hara. Le sue opere esprimono l'estetica dell'espressionismo astratto e il suo crescente interesse per l'arte figurativa e la cultura popolare: la tensione tra astrazione e immagini è la principale caratteristica dei suoi dipinti.
Negli anni Sessanta si trasferisce a Baltimora, dove continua a dipingere e per oltre quarant'anni si dedica all'insegnamento dell'arte alla Hoffberger School of Painting presso il Maryland Institute College of Art (MICA), formando numerosi giovani artisti.
Le sue opere sono possedute da numerose importanti istituzioni, tra cui il Museum of Modern Art di New York, il Whitney Museum of American Art, l'Albright Knox Art Gallery e la Peggy Guggenheim Collection.

## Biografia

### Gioventù
(Garce Hartigan, 1993)
Nata a Newark, New Jersey, da una famiglia di origini irlandesi, Hartigan è la maggiore di quattro figli. Il padre è un contabile e la madre una casalinga. Cresce a Bayonne, in un ambiente rurale, per poi trasferirsi con la famiglia a Milburn. All'età di 5 o 6 anni, malata di polmonite, impara a leggere e apprende le basi del disegno da autodidatta. Si sposa a diciannove anni con Robert Jachens, con il quale progetta di trasferirsi in Alaska, per condurre una vita da pioniera, ma per ragioni economiche questo disegno non si avvera e rimane in California, in attesa del primo figlio.
Inizia a dipingere incoraggiata dal marito che nel 1942 viene arruolato, facendole decidere di ritornare nel New Jersey. Si iscrive al Newark College of Engineering, dove studia disegno meccanico, e lavora come disegnatrice grafica in una fabbrica di aeroplani per mantenere se stessa e il figlio, affidato in custodia ai suoceri. Scopre le opere di Henri Matisse e inizia a studiare pittura con l'espressionista astratto Isaac Lane Muse. 

### Successo a New York: dal 1945 al 1960
(The Journals of Grace Hartigan, 1951-1955, p. 30)
Nel 1945 Hartigan e Muse si trasferiscono a New York. Nel 1947 divorzia dal marito, a cui lascia in custodia il figlio, e due anni dopo affitta uno studio in Grand Street a Lower Manhattan. Dopo aver visto il primo drip show di Pollock, contatta l'artista per esprimergli il suo entusiasmo, e questi la introduce nella cerchia dei suoi amici e artisti: Willem ed Elaine de Kooning, Mark Rothko, Franz Kline e il poeta Frank O'Hara. Nel 1949 si risposa con l'artista cowboy Harry Jackson e compie un viaggio con lui in Messico. Il matrimonio viene annullato l'anno successivo e per far fronte a un periodo di ristrettezze economiche lavora come modella per diversi artisti, fra cui Eugene Speicher e lo scultore Hans Hoffman.
Nei primi anni Cinquanta Hartigan prende parte al movimento artistico New York School, un gruppo di pittori, poeti, ballerini, musicisti attivi tra gli anni Cinquanta e Sessanta, che traggono spesso ispirazione dal surrealismo e dai movimenti artistici d'avanguardia. Conosce rapidamente il successo nella cerchia degli espressionisti astratti che si riuniscono alla Cedar Tavern nel Greenwich Village. Nel 1950, grazie alla segnalazione dell'influente critico d'arte Clement Greenberg e dello storico dell'arte Meyer Shapiro, partecipa alla mostra New Talent organizzata dalla Kootz Gallery. Nel 1951 la sua prima mostra personale si svolge alla Tibor de Nagy Gallery, il quartier generale dei pittori della "seconda generazione".
I suoi primi dipinti, San Miguel (1949), Untitled (1949), Woman (1951), Six by Six (1951) sono esperimenti di astrazione totale, e richiamano le opere di Jackson Pollock, combinando macchie colorate, vortici e spruzzi di vernice.
Dopo la sua seconda mostra al de Nagy nel 1952, Hartigan afferma di essere "sempre meno interessata alla pittura "pura" e intraprende una serie di studi basati su dipinti di maestri francesi, come Matisse e Cézanne, per approdare a quella che definisce la sua "epifania": la pittura spagnola di Velázquez, Zurbarán e Goya, dotata di "luce interiore".
Non ha paura di sperimentare nuove strade, non vuole essere a tutti i costi moderna, astratta, contemporanea; intende seguire se stessa, non "la moda": 
ma qualunque cosa sia, se devo sembrare conservatrice - reazionaria - timida - o addirittura
(The Journals of Grace Hartigan, 1951-1955, p. 33)
Nel 1952 collabora con Frank O'Hara producendo una serie di 12 dipinti di una serie chiamata Oranges, basata sull'omonima collezione di poesie scritte dall'amico. I dipinti integrano parte del testo e vengono esposti durante la sua terza mostra personale il 31 marzo 1953 alla Galleria Tibor de Nagy. 
Nel 1953 le sue opere Persian Jacket (1952) e River Bathers (1953), una reinterpretazione delle Bagnanti al fiume di Matisse, entrano a far parte della collezione del prestigioso New York Museum of Modern Art, grazie al dono di un mecenate. Il Whitney Museum acquista Greek Girl (1953).
Il suo stile impiega colori molto vividi, con pennellate energiche e dense che danno vita a forme biomorfiche. La sua biografa, Chaty Curtis, individuerà il segno distintivo di Hartigan nei suoi colori brillanti; la pittrice temeva che fosse mal interpretato, dato che nella cultura degli anni Cinquanta, “se una donna artista era una colorista di talento, stava semplicemente esprimendo la sua natura "femminile"."
Se la relazione fra donne e sentimentalismo è un luogo comune, Hartigan, tuttavia, dichiara di volersi servire liberamente dei cliché nelle sue opere:
“subject-matter” is a cliché, there’s something freeing about it. Rather than “pure” painting, I now like the thought of as impure a picture as possible—
(The Journals of Grace Hartigan, 1951-1955, p. 67)
Il dipinto Grand Street Brides (1954) ha come tema il matrimonio e fonde i manichini esposti nelle vetrine dei numerosi negozi di abiti da sposa concentrati nella vicina Grand Street, nel quartiere di Lower East Side in cui opera con immagini femminili tratte da La famiglia di Carlo V di Goya. Il quadro, da lei definito "una scena di corte moderna", annuncia temi che avrebbe dipinto fino alla sua morte: "vetrine piene di vestiti; moda e costumi; donne mitiche e storiche; glamour come rito; maschere; e bambole, tra cui Barbie".
Nello stesso anno crea Masquerade, basato sulla foto scattata a un gruppo di sette suoi amici, vestiti con costumi acquistati per strada (Jane Freilicher indossa un abito da sposa, O'Hara un costume da giullare, John Ashbery porta dei pantaloncini corti e una maschera bianca), a suggellare la loro amicizia e le potenzialità immaginative presenti nella vita di tutti i giorni.
L'evoluzione in senso figurativo delle sue opere, l'inclusione di elementi della vita quotidiana, mescolati con riferimenti all'arte classica, porterà alla rottura del rapporto con il critico Greenberg, che aveva promosso la sua carriera, ma che non approva questa svolta. Hartigan tuttavia non rinuncia a sperimentare, esplorando questioni che diventeranno patrimonio della storia dell'arte: la tensione tra "arte alta" e "arte bassa", la ricezione di vecchi maestri in un linguaggio moderno.
Fino alla sua quinta mostra, nel 1955, la pittrice si firma con "George Hartigan", non per difendersi da forme di discriminazione nei confronti delle donne, ma in omaggio a George Eliot e George Sand, e al fine di condividere la pratica gay in voga nell'ambiente newyorkese di quegli anni di assumere nomi del sesso opposto. Dirà la pittrice: "Gli uomini amano davvero le donne come amiche e colleghe creatrici. [...] Quello che non vogliono è condividere con loro delle golosità. Io avevo amici in un periodo in cui non c'erano golosità. Non c'era fama, non c'erano soldi, non c'era potere".
Nel 1956 i suoi dipinti fanno parte della mostra del MoMA Twelve Americans che include opere di Philip Guston e Franz Kline; le tele di Hartigan selezionate sono The Persian jacket (1952), Ocean Bathers (1953), Bride and Owl, (1954), City Life (1956). Quest'ultima opera, parte di una serie di scene di vita di città basate sul Lower East Side, verrà acquistata dal governatore di New York Nelson Rockefeller. 
L'uso di elementi figurativi è riscontrabile in una delle sue opere più famose realizzate in quello stesso anno, Summer Street (1956), che include, in mezzo a un vortice dinamico di motivi e colori, un frutteto e la rappresentazione abbozzata dell'amica Elaine de Kooning, in primo piano con occhiali da sole blu, le cui gambe si fondono con le ruote della bicicletta su cui è seduta.
Hartigan appare sulla rivista Life nel 1957 e su Newsweek nel 1959. Life definisce Hartigan "la più celebre delle giovani donne pittrici americane": in quell'anno è l'unica donna dei diciassette artisti inclusi nella famosa "The New American Painting Exhibition" organizzata dal Museum of Modem Art's International Program, una mostra itinerante dedicata ai maggiori artisti d'avanguardia degli Stati Uniti (fra cui Mark Rothko, Jackson Pollock e Willem de Kooning), che tra il 1958 e il 1959 tocca otto città europee.
Nel 1959 sposa il gallerista Robert Keene, da cui divorzia un anno dopo.

### Anni Sessanta: il trasferimento a Baltimora
Negli anni Sessanta si trasferisce da New York a Baltimora con il quarto marito, Winston Price, un epidemiologo della Johns Hopkins University che aveva acquistato uno dei suoi dipinti. Rimarrà a Baltimora fino alla morte, passando oltre quarant'anni a insegnare arte al Maryland Institute College of Art, la sua seconda vocazione. Nel 1965 diventerà direttrice della Hoffberger Graduate School of Painting, trasformandola in uno delle più prestigiose scuole d'arte del paese.
Lontana da New York e dai suoi contatti, la sua fama decresce rapidamente: "affondò alla vista più velocemente del Titanic", scrive il New York Times. Un declino che tuttavia conobbero anche altri suoi colleghi artisti dell’espressionismo astratto, in seguito all'affermazione della pop art e del minimalismo.
Hartigan non smette la sua attività artistica, il suo metodo di lavoro resta più o meno lo stesso: parte spesso da una fotografia, senza compiere alcuno studio preliminare. In questa fase crea dipinti più trasparenti e collage ad acquerello, sperimentando nuovi stili pittorici, come il puntinismo. La sua opera continua a ispirarsi ad immagini della cultura popolare, a ciò che ha definito "l'energia volgare e vitale nella vita americana moderna": bambole Barbie, vetrine di negozi, venditori, centri commerciali, come il quadro Reisterstown Mall (1965), ispirato all'omonimo centro commerciale nei pressi di Baltimora. 
Nel 1962 crea Phoenix, William of Orange, Lily Pond e Marilyn, un'immagine frammentata e semi-astratta di Marilyn Monroe, in cui lo stile pittorico ed espressivo del soggetto si differenzia da quello di artisti della pop art, come Andy Warhol, a cui Hartigan si oppone strenuamente. La sua Marilyn, costruita lavorando su diverse foto raccolte dell'attrice, fluttua in una foschia rosa e viola, da cui spicca l'arco bianco brillante dei denti, emblema del suo sorriso, accompagnato da una ciocca di capelli biondi, un occhio azzurro, una mano gesticolante che emerge da una manica arruffata, dettaglio ripreso dall'affresco di Andrea Mantegna Arrivo del cardinale Francesco Gonzaga, a conferma della varietà del suo stile e dei suoi plurimi riferimenti artistici.
Il quadro When the Raven Was White (1969), il cui titolo si riferisce a una poesia di Poe e ad un antico mito greco in cui un corvo bianco venne trasformato in nero da Apollo dopo avergli recato cattive notizie, si ispira alla morte dell'amica Martha Jackson.
Un'altra triste vicenda personale colpisce la pittrice in quello stesso anno: il marito, dopo aver assunto un farmaco sperimentale per curare l'encefalite, si ammala gravemente, e contrae la meningite spinale, che gli provocherà un progressivo declino fisico e mentale, della durata di oltre un decennio.

### Anni Settanta
Molti dipinti degli anni Settanta, come Coloring Book of Ancient Egypt (1973), Have You Ever Seen Spain? (1974), Clarissa's World (1974), rinviano a un contesto storico, e spingono verso la narrazione. Have You Ever Seen Spain? (1974) mescola in maniera umoristica riferimenti alla cultura spagnola, con immagini di donne che indossano costumi folcloristici e i dipinti di Picasso. Clarissa's World, basato su un vecchio libro da colorare, evoca un'immagine coloniale: una giovane donna con una croce in abito ottocentesco di fronte ad un ballerino quasi nudo circondato da una grande rana verde, una farfalla, un cestino, mani e altri elementi rosa e gialli sparsi in uno sfondo marrone chiaro.
Nel 1972 muore il padre della pittrice, e il dolore per questa perdita è espresso nel quadro Black Velve, una sorta di natura morta in cui compaiono oggetti che ricordano la sua scomparsa: una sedia vuota al centro e due uccelli che rappresentano la partenza dell'anima dalla terra.
Nella seconda metà degli anni Settanta la malattia del marito peggiora, mettendo a rischio la sua lucidità mentale e rendendo inaffidabili le sue affermazioni e la sua condotta: ad esempio dichiara di essere stato contattato per l'assegnazione del premio Nobel, mentre ha perso il lavoro alla Johns Hopkins, pare per aver falsificato i dati sperimentali; per nascondere questo stato, aveva trascorso tutte le mattine fuori casa, girovagando tra le collezioni d'arte dei musei. Improvvisamente Hartigan realizza di non avere più alcun risparmio, prosciugato dal marito con acquisti vari di cui lei non sospettava la provenienza. La pittrice cade in un periodo di depressione, senza tuttavia cessare di dipingere. Del 1978 è il suo quadro I Remember Lascaux, un omaggio alle Grotte francesi in cui nel 1940 vennero scoperte delle pitture rupestri del periodo paleolitico, luogo visitato anche da Picasso. All'artista spagnolo sembra ispirarsi anche lo stile del quadro, che richiama il cubismo, e che presenta come elementi centrali un'antilope bianca, un toro, un leone, un uccello e altre creature.
Nel 1978, oppressa da problemi economici, Hartigan tenta il suicidio ed è salvata in tempo dal marito che chiama i soccorsi.

### Anni Ottanta e Novanta
(Grace Hartigan, cit. in M. C. McCauley, A Colorful Life, The Sun, 2006)
Il marito muore nel 1981, dopo circa dodici anni di malattia e Hartigan cade vittima dell'alcolismo. Per lottare contro la dipendenza si dedica con continuità e vigore alla pratica artistica. Nel 1982, dopo il suo ricovero in ospedale, smette di bere. Eastern Avenue Florist "ha la chiarezza della speranza, è stato il primo dipinto della mia sobrietà". Gli anni Ottanta, afferma la pittrice, rappresentano il rinnovamento spirituale e fisico, si scopre nella pienezza dei suoi poteri.
Nell'autunno 1983 inizia una serie intitolata Great Queens and Empresses, dedicata a celebri figure di donne, come l'imperatrice bizantina Teodora, Elisabetta I, Giuseppina di Beauharnais, Eleonora d'Aquitania, ispirandosi all'arte classica. 
Nel 1985 dipinge Bacchus, che verrà comprato da Mick Jagger, reinterpretando tre quadri di Caravaggio: Bacco, un suo Autoritratto, Ragazzo morso da un ramarro.
Negli anni Novanta i suoi dipinti si popolano di personaggi originati da altri artisti: Shakespeare (Lady Macbeth, 1996), Sir Thomas Mallory (Le Morte d'Arthur), Dante Gabriel Rossetti (Grazie Rossetti, 1995). 
Nel 1992 si svolge una sua mostra personale alle ACA (American Contemporary Artists) Galleries di New York. L'anno successivo due sue opere, Billboard (1957) e Grand Street Brides (1954), vengono incluse nella mostra Hand Painted Pop al Whitney Museum of American Art, sebbene lei abbia sempre espresso la sua disapprovazione per la pop art, ritenendo che "la pop art non è pittura, perché la pittura deve avere contenuto ed emozione". Tuttavia, la pittrice considera questa mostra una sorta di resurrezione: "Preferirei di gran lunga essere un pioniere di un movimento che odio, piuttosto che la seconda generazione di un movimento che amo".

### Ultimi anni
Durante il suo ultimo decennio di vita, Hartigan, debilitata dall'artrosi, sottoposta a più operazione all'anca e priva di un rene, non riesce più a camminare senza assistenza, e vive su una sedia a rotelle. Stringe amicizia con John Moran, uno dei suoi studenti, che la porta a dipingere nuovamente immagini maschili dopo anni passati a concentrarsi sulle figure femminili, che rimangono comunque prevalenti: Amazon and Dragon (2002), Cleopatra (2004), Marie Antoinette (2004), Tatiana (2004).
La fonte dei suoi soggetti è ancora la letteratura, come Stendhal, la storia dell'arte, come la moglie di Matisse dipinta in mezzo ai fiori, o la cultura popolare, come Mata Hari (2005), o Lili Marlene (2006), con un cappello piumato alla Dietrich. Nello stile prevale l'uso di contorni sottili per i volti e le figure.
Nell'autunno del 2003 il Maryland Institute College of Art (MICA) espone quindici "dipinti di storia dell'arte" di Grace Hartigan, nei quali l'artista rielabora alcuni famosi capolavori, realizzati per lo più degli anni Ottanta e Novanta.
Nel 2003 dipinge Collectibles, una sorta di versione riordinata di Giftwares (1955), con l'aggiunta di un orologio e altri oggetti. Continua a dipingere ispirandosi alla tradizione classica, come in Bosch's Women (2005), un omaggio al pittore olandese del XV secolo che dipinse visioni religiose estatiche.
Nel 2004 si trasferisce nella sua ultima casa, nella periferia di Lutherville, nel Maryland. Nel 2008 si svolge al Jewish Museum di New York l'ultima grande mostra di gruppo nella sua vita: Action/Abstraction: Pollock, de Kooning, and American Art, 1940-1976, nella quale vengono esposti i suoi Summer Street (1956) e New England, October (1957).
Grace Hartigan muore il 15 novembre 2008 per una crisi epatica e, per suo desiderio, viene cremata senza alcun servizio commemorativo. Il suo archivio personale è conservato presso la Syracuse University. 